# Nora Gross
Nora Gross (Künstlername; eigentlich Cécile Eléonore Perret-Gross; * 18. Oktober 1871 in Lausanne; † 23. Januar 1929 ebenda) war eine Schweizer Künstlerin, Kunstpädagogin und Schulleiterin.

## Leben
Cécile Eléonore Gross stammte aus Coinsins und Essertines-sur-Yverdon. Ihre Eltern waren der Kantonstierarzt Charles Gross und Louise Badoux. Sie besuchte die École supérieure de jeunes filles in Lausanne und begann 1889 eine Ausbildung zur Aquarellistin und Porzellanmalerin an der Allgemeinen Gewerbeschule in Basel, die sie später am Technikum in Winterthur fortsetzte, wo sie das Diplom als Zeichenlehrerin erhielt. Sie besuchte den Keramikkurs von Joseph Mittey (1853–1936) an der École des arts industriels in Genf.
Als Künstlerin schuf sie unter dem Namen Nora Gross Aquarelle, Werke der Porzellankunst und des Textildrucks. Gross zählte mit Berta Tappolet (1897–1947), Louise Strasser (1894–1974), Amata Good (189–1950) und Elisabeth Eberhardt (1875–1966) zu den herausragenden Schweizer Keramikerinnen der ersten Hälfte des 20. Jahrhunderts. Für die Herstellung von Keramik arbeitete Gross mit der Genfer Manufaktur Veuve Knecht et fils und später mit Bendicht Loder-Walder in Heimberg bei Thun zusammen. Arbeiten von Gross befinden sich unter anderem in den Sammlungen des Musée Ariana in Genf, im Musée cantonal des Beaux-Arts de Lausanne, im Musée de design et d’arts appliqués contemporains in Lausanne und im Zentrum Architektur in Zürich.
Von 1893 bis 1903 war Gross Lehrerin an der Höheren Mädchenschule in Morges. 1902 zählte sie zu den Gründerinnen der Société romande des femmes peintres et sculpteurs, aus der später die Schweizerische Gesellschaft Bildender Künstlerinnen hervorging. 1903 gründete Nora Gross die Schule École de dessin et d’art appliqué in Lausanne, deren Schulleiterin sie war. 1924 vereinigte sie ihre Schule mit der École cantonale de dessin. Daraus entstand die kantonale Kunstgewerbeschule École cantonale de dessin et d’art appliqué. Gross war die erste fachliche Leiterin dieser Schule, wo sie nach der Richtung der Arts & Crafts das handwerkliche Schaffen im Kunstgewerbe pflegte. Mit der 1911 gegründeten Société d’art domestique suchte sie die traditionelle Volkskunst zu fördern. 1922 war sie Mitglied des Organisationskomitees der in Lausanne abgehaltenen ersten nationalen Kunstgewerbeausstellung der Schweiz.
Gross war Mitglied des Schweizerischen Werkbunds und wurde in die Eidgenössische Kommission für angewandte Kunst berufen.
1913 heiratete sie den Politiker Paul Perret, der als Sekretär des Schweizerischen Werkbunds tätig und von 1930 bis 1931 Stadtpräsident von Lausanne und von 1931 bis 1942 Staatsrat des Kantons Waadt war. 1929 starb Nora Gross in Lausanne im Alter von 57 Jahren.
Am Haus an der Rue Cité-Derrière 4 im Stadtzentrum von Lausanne, wo die von Gross 1903 gegründete Schule untergebracht war, ist eine Denkmaltafel angebracht.